# Banovina della Morava
La banovina della Morava (in serbo-croato Moravska banovina) era una delle banovine in cui era suddiviso il Regno di Jugoslavia.
Venne istituita nel 1929 e si estendeva su territori appartenuti fino al 1918 al Regno di Serbia.
La banovina venne abolita nel 1941, e il suo territorio rimase in parte alla Serbia occupata dalla Germania nazista, mentre il resto su spartito fra il Regno di Bulgaria e l'Albania, allora occupata dal Regno d'Italia.
Al termine della seconda guerra mondiale il territorio divenne parte della Repubblica Popolare di Serbia, parte della Repubblica Federativa Popolare di Jugoslavia.